# HEARTFUL
『HEARTFUL』（ハートフル）は、2010年2月17日にavex traxから発売されたAAAの5枚目のオリジナルアルバム。

## 概要
- 前作『depArture』より約1年ぶりとなるAAA5枚目のオリジナルアルバム。新曲10曲を含む全14曲で構成されている。AAAが描く様々な未来をテーマに制作された[1]。
- オリコンのアルバムウィークリーチャートで初登場3位を獲得[1]。
- これまでのAAAの楽曲は、西島隆弘・宇野実彩子・浦田直也3人または伊藤千晃を含む4人、男性メンバーの西島隆弘・浦田直也・日高光啓・與真司郎・末吉秀太、または女性メンバーの宇野実彩子と伊藤千晃という組み合わせでの歌唱がほとんどであったが、このアルバムにおいてはそれ以外での組み合わせによる歌唱曲が複数存在する。
- このアルバムを引っ提げて「AAA Heart to ♡ TOUR 2010」を行った。

## 芸能人からの評価
- むとう水華は、今回のアルバムの新曲がAAAぽさよりTRFぽいので筋トレに合わせて、または宇野実彩子がボーカルの「As I am」を可愛い、テンションやばいし、ライブで「Rising Sun」を歌える西島隆弘・宇野実彩子・末吉秀太3人に「最強神な組み合わせ」と述べる[2][3]。

## 収録内容
CD
1. ♥ （ハートフル） [1:25]（全員）
（作詞・作曲：AAA、編曲：tasuku）
インスト曲。AAAが初めて作詞及び作曲を手掛けた楽曲である[注 1] [1]。
音が次の曲に繋がっている。
2. Overdrive [4:06]（全員）
（作詞︰Kenn Kato、Rap詞：日高光啓、作曲：BOUNCEBACK、編曲：ats-）
新録曲。
音が次の曲に繋がっている。
3. Break Down [4:46]（西島・宇野・浦田・日高）
（作詞：leonn、Rap詞：日高光啓、作曲：藤末樹、編曲：ArmySlick）
21stシングル。
毎日放送・TBS他放送　連続ドラマ「帝王」主題歌
4. Brand New World [4:30]（浦田・日高・與・伊藤）
（作詞︰H.U.B.、Rap詞：日高光啓、作曲︰鳥海剛史、編曲：tasuku）
新録曲。
5. Rising Sun [4:41]（西島・宇野・末吉）
（作詞・作曲︰BOUNCEBACK、編曲：齋藤真也）
新録曲。
6. Summer Revolution [4:38]（宇野・伊藤）
（作詞：leonn、作曲：BOUNCEBACK、編曲：ats-）
21stシングルのカップリング曲。
プロミスグループCMソング
7. As I am [5:39]（宇野ボーカル、西島・浦田コーラス、日高ラップ）
（作詞：leonn、作曲：日比野裕史、編曲：tasuku）
新録曲。
映画「ランデブー!」主題歌
8. ONE [4:35]（宇野・與・末吉・伊藤）
（作詞：leonn、Rap詞：日高光啓、作曲：日比野裕史、編曲：ArmySlick）
新録曲。
9. Get It On [5:04]（西島・浦田・日高・與・末吉）
（作詞：松井五郎　Rap詞：日高光啓　作曲：BOUNCEBACK　編曲：ArmySlick）
新録曲。
10. Heart and Soul [4:24]（全員）
（作詞：leonn、Rap詞：日高光啓、作曲：斎藤真也、編曲：ats-）
23rdシングル。
TBS「にうすざんす」テーマソング
music.jpTV-CFソング
11. Believe own way [5:14]（全員）
（作詞：H.U.B.、Rap詞：日高光啓、作曲︰鈴木大輔、編曲：熊谷主毅）
新録曲。
12. FIELD [5:15]（全員）
（作詞・作曲：BOUNCEBACK、Rap詞：日高光啓、編曲：Sin）
新録曲。
進研ゼミ『中学講座』卒業・進級応援キャンペーンTV-CFソング
13. Metamorphose [4:17]（西島・宇野・浦田・日高・伊藤）
（作詞：leonn、Rap詞：日高光啓、作曲：BOUNCEBACK、編曲：齋藤真也）
新録曲。
14. Hide-away [4:16]（西島・宇野・浦田・日高・伊藤）
（作詞：leonn、Rap詞：日高光啓、作曲：五十嵐充、編曲：ats-）
22ndシングル。
White Sacasテーマソング
music.jpTV-CFソング

DVD
1. Break Down [Music Clip]
2. Summer Revolution [Music Clip]
3. Hide-away [Music Clip]
4. Heart and Soul [Music Clip]
5. FIELD [Music Clip]
6. Break Down [Music Clip Making]
7. Summer Revolution [Music Clip Making]
8. Hide-away [Music Clip Making]
9. Heart and Soul [Music Clip Making]
10. FIELD [Music Clip Making]

DVD mu-moショップ限定盤
1. バラエティームービー「AAA極秘クラブ-其の壱-」
2. バラエティームービー「AAA極秘クラブ-其の弐-」
3. バラエティームービー「AAA極秘クラブ-其の参-」
4. バラエティームービー「AAA極秘クラブ-其の四-」